# Жэньшоу
Жэньшо́у (кит. упр. 仁寿, пиньинь Rénshòu) — уезд городского округа Мэйшань провинции Сычуань (КНР).

## История
Во времена империи Цинь здесь существовал уезд Уян (武阳县). При империи Суй в 593 году он был переименован в Жэньшоу.
В 1950 году уезд вошёл в состав Специального района Нэйцзян (内江专区). В 1958 году уезд был передан в состав Специального района Лэшань (乐山专区). В 1968 году Специальный район Лэшань был переименован в Округ Лэшань (乐山地区). В 1985 году округ Лэшань был преобразован в городской округ Лэшань. В 1997 году шесть уездов городского округа Лэшань были выделены в отдельный Округ Мэйшань (眉山地区).
В 2000 году постановлением Госсовета КНР округ Мэйшань был преобразован в городской округ.

## Административное деление
Уезд Жэньшоу делится на 29 посёлков и 31 волость.